# Batalla del Paso de Embudo
La Batalla del Paso de Embudo fue parte de la Revuelta de Taos, una insurrección popular en contra de los Estados Unidos. Tuvo lugar el 29 de enero de 1847, durante la Intervención estadounidense en México, en lo que hoy es conocido como el estado estadounidense de Nuevo México. 

## Antecedentes
Después de la batalla de la Cañada, la población local, tanto los indios nativos como los ciudadanos mexicanos se retiraron a Embudo, en la actual localidad de Dixon, Nuevo México, donde se generó otra batalla en el estrecho del cañón.

## Batalla del Paso del Embudo
Al encontrar el camino por el pueblo ideal para la artillería y vagones estadounidenses, el Coronel Sterling Price separó su tropa en tres columnas comandadas bajo el mando del Capitán John Burgwin, el Capitán Ceran St. Vrain y el Teniente B.F. White para contraatacar a los insurgentes. El resultado fue una derrota total de los rebeldes, pues las fuerzas invasoras crearon una masacre de la población local. La batalla dio lugar a un estadounidense muerto y otro herido, mientras que los insurgentes tuvieron 20 muertos y 60 heridos.
- Datos: Q4870968
- Multimedia: Battle of Embudo Pass / Q4870968